# 1453年
| 千纪： | 2千纪 |
| 世纪： | 14世纪 \| 15世纪 \| 16世纪                                                                                 |
| 年代： | 1420年代 \| 1430年代 \| 1440年代 \| 1450年代 \| 1460年代 \| 1470年代 \| 1480年代                           |
| 年份： | 1448年 \| 1449年 \| 1450年 \| 1451年 \| 1452年 \| 1453年 \| 1454年 \| 1455年 \| 1456年 \| 1457年 \| 1458年 |
| 纪年： | 癸酉年（鸡年）；明景泰四年；鞑靼添元元年；越南大和十一年；日本享德二年                                     |

## 大事记
- 5月29日——奥斯曼帝国攻陷君士坦丁堡，東羅馬帝國（拜占庭帝國）滅亡。
- 7月17日——法蘭西王國在卡斯蒂永戰役取得了決定性勝利。
- 10月19日——波尔多的英军投降，法国收复除加莱以外全部领土。英法百年战争结束。
- 12月5日——神聖羅馬皇帝腓特烈三世敕令普魯士邦聯必須服從條頓騎士團命令。
- 11月，朝鮮首陽大君李瑈發動癸酉靖難，控制朝鮮端宗，兩年後篡位。
- 也先設計誘殺阿噶巴爾濟，盡殺黃金家族宗室，自稱「大元天聖可汗」，成為第一個非黃金家族的蒙古大汗，建年號添元。
- 基督教会再次东西分裂。

## 逝世
- 君士坦丁十一世（1404年－1453年），拜占庭帝國最後一位皇帝。
- 阿噶巴爾濟（1423年－1453年），第27代蒙古大汗，阿齋的次子，脫脫不花的異母弟。